# Mottram in Longdendale
Mottram in Longdendale o Mottram és un poble dins del districte municipal metropolità de Tameside, a Gran Manchester, Gran Bretanya. Està situat a la vall de Longdendale, a la frontera amb Derbyshire i prop de Peak District i els veinats de Broadbottom i Hattersley. Dins de la parròquia de Longdendale era una de les vuit parròquies antigues del hundred de Macclesfield de Cheshire.